# Bergkirche (Asmushausen)

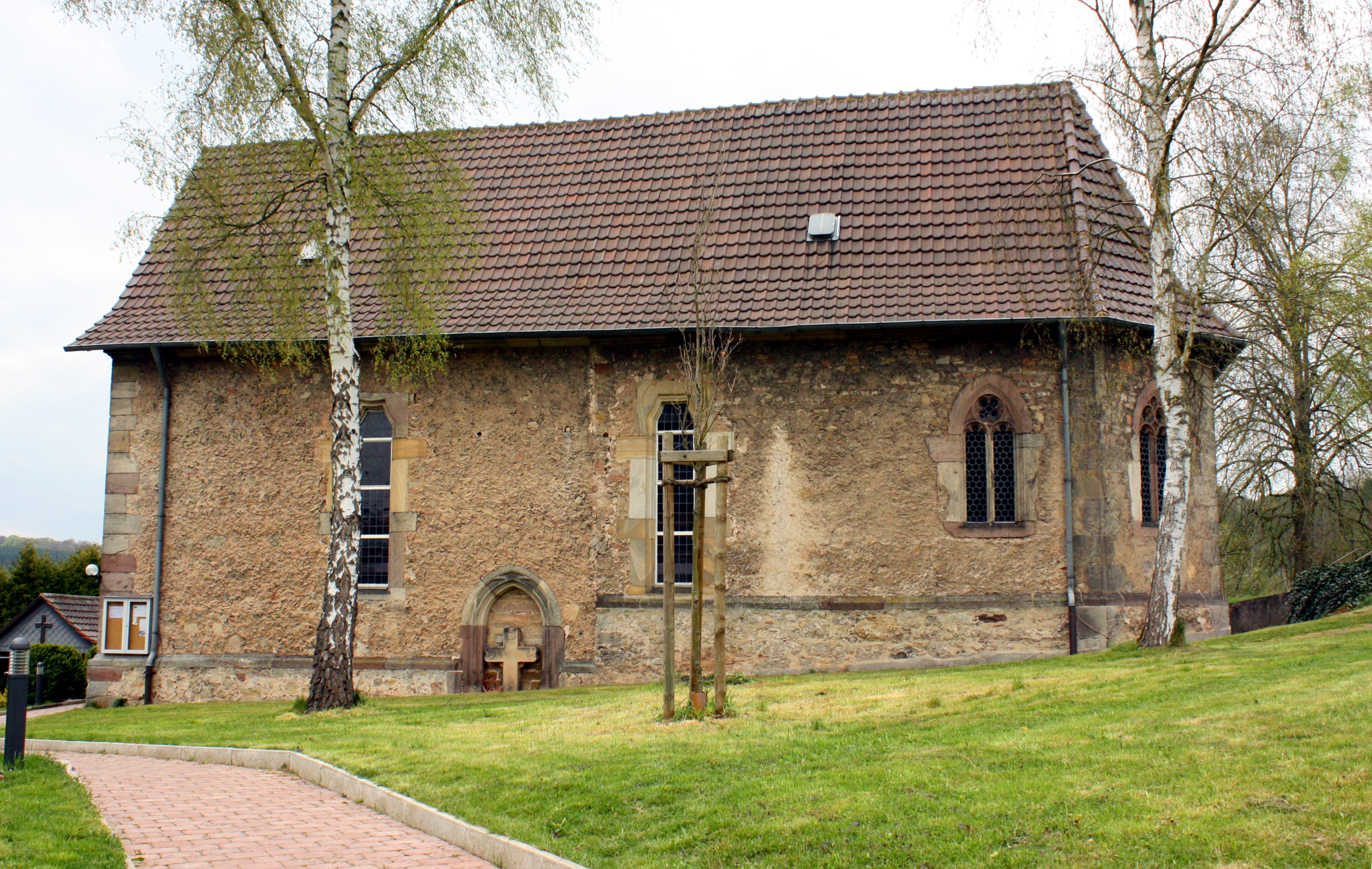
Bergkirche

Die evangelisch-unierte Bergkirche steht am Friedhof von Asmushausen, einem Ortsteil der Stadt Bebra im Landkreis Hersfeld-Rotenburg von Hessen. Die Kirchengemeinde gehört zum Kirchenkreis Hersfeld-Rotenburg im Sprengel Hanau-Hersfeld der Evangelischen Kirche von Kurhessen-Waldeck.

## Beschreibung
Das älteste Bauteil der turmlosen Saalkirche ist der gewölbte spätgotische Chor aus einem Joch mit 5/8-Schluss mit 4 zweibahnigen Maßwerkfenstern mit Fischblasenornamenten, im Norden ist keins. Der Chor wurde 1518 nach Westen mit einem gleich breiten und tiefer liegenden Kirchenschiff verlängert. Die jeweils zwei Fenster an den Langseiten sind mit einfachen Vorhangbögen gestaltet. An der äußeren Nordwand des Kirchenschiffs stehen Grabsteine. Das spitzbogige Portal in der Südwand ist vermauert, davor wurde ein Kreuzstein gestellt. Die Gewände des rundbogigen Portals im Westen sind mit Überstabungen versehen. Darüber befindet sich ein Ochsenauge. Die Kirche hat zwar keinen Glockenturm, aber im Dachstuhl befindet sich ein Glockenstuhl, in dem drei Kirchenglocken hängen. Ihr Läuten schallt durch die Klangarkaden im Giebel. Die älteste Glocke stammt aus dem Jahre 1591, die zweitälteste aus dem Jahre 1823 musste im Zweiten Weltkrieg abgeliefert werden. Sie wurde im Jahr 1953 ersetzt. Die größte Glocke wurde 1970 gegossen.
Im Innenraum sind der Chor und das Kirchenschiff durch einen Triumphbogen verbunden. Die um 1775 gebaute Kanzel stand eine Weile auf einem umgestülpten romanischen Taufbecken. Inzwischen dient das Taufbecken wieder seinem eigentlichen Zweck. In der Kirche befindet ein einfaches spätgotisches Sakramentshaus. Auf der Empore im Westen steht eine Orgel, die 1718 von Johann Eberhard Dauphin gebaut wurde.